# Dance, Dance, Dance
A Dance, Dance, Dance Brian Wilson, Carl Wilson és Mike Love szerzeménye ami először kislemezként, B-oldalán a The Warmth of the Sun-nal, majd az 1965-ös Beach Boys nagylemezen a The Beach Boys Today!-en jelent meg.

## A dal felépítése, élő felvételek
A szám eredeti hangneme G-dúr, és majd csak a végén megy át Asz-dúrba. Igaz, harmóniailag nem annyira izgalmas mint a B-oldalon található The Warmth of the Sun, de ez talán érthető is mivel ez a dal nem egy szívhez szóló ballada, Brian inkább csak a szórakoztatás kedvéért írta. Tempója 150-es, ami elég gyorsan számít, és Beach Boys – ahogy sok dalával is tette – az élő koncerteken gyorsabban játszotta mint a stúdió felvételen.
A hangszerelésből is látszik hogy ekkor már Brian bátran kísérletezett új hangzásokkal és a gitárok mellett tenor- és baritonszaxofont, akkordiont is használ. A koncerteken a Beach Boys csak a gitárokat használva adta elő a dalt. A Dance, Dance, Dance-t a Beach Boys nagyon sokszor játszotta élőben, többek között az 1964-es The T.A.M.I. Show-ban is előadták.

## Zenészek
- Hal Blaine – ütőhangszerek
- Glen Campbell – gitár
- Steve Douglas – tenorszaxofon
- Carl Fortina – akkordion
- Al Jardine – gitar, vokál
- Mike Love – szóló vokál
- Jay Migliori – bariton sanzonett
- Ray Pohlman – basszus gitar
- Brian Wilson – basszus gitar, vokál
- Carl Wilson – 12 húros gitar, vokál
- Dennis Wilson – dobok, vokál

## Helyezések
A Brit invázió ellenére szerte az államokban nagy siker tért el a dal, a rádiós lejátszási listákon. 1. helyezett lett Washington DC (WKMC)-ben, San Joséban és Providence-ben, valamint 4. San Franciscóban és Dallasban.
| Helyezések (1964-65)    | Legmagasabb Pozíció |
| ----------------------- | ------------------- |
| Angol Kislemez Lista    | 24                  |
| Ausztrál Kislemez Lista | 36                  |
| Kanadai Kislemez Lista  | 6                   |
| Kanadai RPM Lista       | 7                   |
| Svéd Kislemez Lista     | 6                   |
| U.S. Kislemez Lista     | 8                   |

## Egyéb verziók
A dal eredetileg monoban jelent meg. A sztereó változata a Hawthorne, CA című Beach Boys antológián található. Létezik a számnak egy másik, korábbi verziója eltérő szöveggel, ami bónuszszámként megtalálható a 2001-es kiadású Today!/Summer Days (And Summer Nights!!) CD-n. A dalt a Wilson Phillips együttes is feldolgozta California című lemezükön. A trióból egyébként ketten Brian Wilson gyermekei: Wendy és Carnie Wilson.